# Piz Kesch
 El Piz Kesch (alemán) o Piz d'Es-cha (romanche) es un pico en los Alpes Albula de los Alpes Réticos en Suiza. A 3 418 m, es el pico más alto de los Alpes de Albula y el municipio de Bergün, Grisones. 
El primer ascenso fue realizado en 1846 por J. Coaz, J. Rascher, C. Casper y J. Tscharner. 

## Geografía
El Piz Kesch es parte de la cordillera que divide los Alpes suizos del sudeste entre la cuenca de drenaje del Rin (Mar del Norte) y la cuenca del Danubio (Mar Negro). También es el pico más alto en los Alpes orientales al norte del río Eno. En el lado norte se encuentra el glaciar Porchabella. 

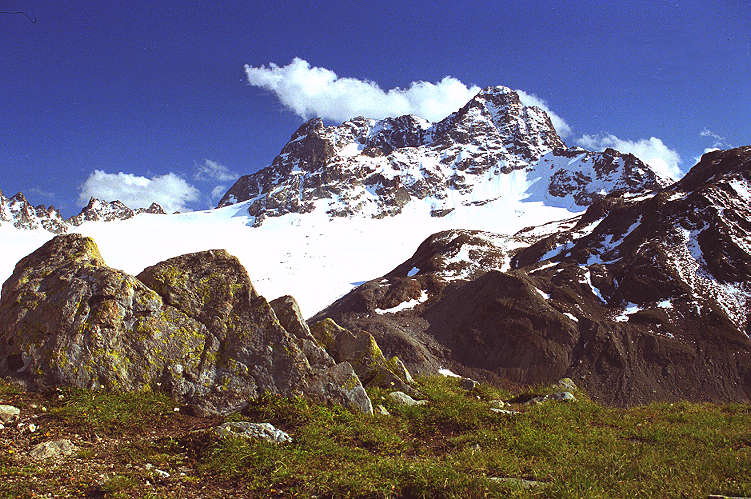
El pico que se eleva sobre el glaciar Porchabella

Al oeste del Piz Kesch se encuentra el puerto de Albula (Pass d'Alvra en romanche); al norte se encuentra el valle de Davos, y al sur se encuentra la Alta Engadina. Al pie del Piz Kesch en la Engadina se encuentra el pueblo de Madulain (a 1,694 m). 
Dos refugios alpinos del SAC se encuentran cerca del Piz Kesch, que son el Chamanna d'Es-Cha o Es-Cha Hütte (ca 2.594 m), y el Kesch-Hütte o Chamanna digl Kesch a (ca 2.625 m). El primero se encuentra aen una distancia de 3 horas desde Madulain, La Punt y Zuoz y aproximadamente 1½   horas de la carretera del puerto de Albula. El albergue Kesch está a 4½   horas de Bergün y se puede llegar también desde los valles del sur de Davos valle de Sertig y Dischma o por una camino más largo a través de Val Susauna desde Cinuos-chel. 

## Historia de su escalada

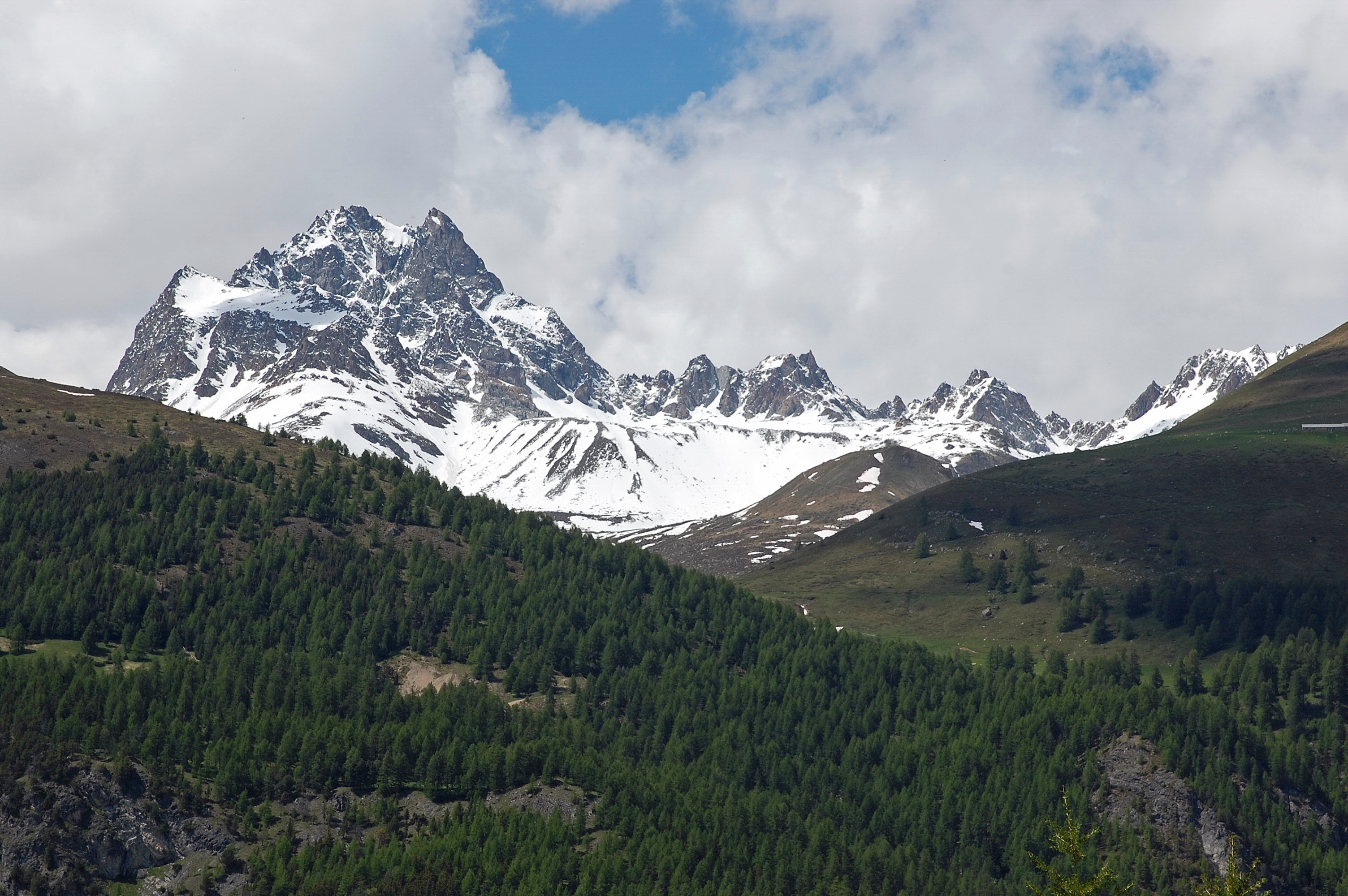
Vista desde el Val d'Es-cha (lado sureste)

El pico en forma de torre del Piz Kesch fue alcanzado por primera vez el 7 de septiembre de 1846 por Chr. Casper, Johann Coaz, J. Rascher, JR Tscharner. En 1864 el ascenso fue repetido por Francis Fox Tuckett y Fowler, con los guías C. Michel y M. Payot. Desde los refugioss Platzli, ubicados sobre Bergün, llegaron en 3 horas a un paso (3,008 m) en la cresta sobre el Vadret da Porchabella, con vistas a la cabeza del valle de Es-cha en el este. A partir de este lugar, llamado Porta d'Es-cha,  alcanzaron finalmente pico en menos de 2 horas. Luego descendieron en 3 horas desde el puerto a La Punt en el lado este de la montaña. 
Según Tuckett, fueron los primeros en alcanzar la cumbre más alta:
"... llegamos a la cumbre del Piz Kesch sin la menor dificultad en 1 hora 10 m. (45 m. sobre nieve y 25 m. sobre rocas muy empinadas pero buenas). En una segunda cumbre al SE, que estaba ligeramente más abajo que donde estábamos, había plantado un bastón; pero en nuestro pico no había rastros de ninguna visita previa. Me dijeron que el señor Coaz había ascendido al Piz Kesch hacía unos años, por lo que probablemente subió al segundo pico por error ".

## Excursionismo
Una red de senderos de montaña marcados conduce a la cara sur, oeste y norte de l Piz Kesch, mientras que la cara este está cubierta con un glaciar y está conectada con el resto de este macizo, por lo que no es accesible por senderos para andar. El "Kesch-Trek" conduce desde Dischma a través del puerto de Scaletta hacia el suroeste y hacia el Kesch-Trek. En el siguiente tramo, la ruta pasa por la cara occidental y llega al refugio Chamanna d'Es-Cha a través de Fuorcla Pischa, que ya se encuentra en la cara sur del Piz Kesch. 